# رونالدو مشحور
رونالدو مشحور Ronaldo Mouchawar رجل أعمال سوري ومؤسس ورئيس مجلس إدارة شركة سوق.كوم.

## نشأته وتعليمه
ولد رونالدو مشحور في حلب، في سوريا. ووالده يعمل تاجرًا، ومشحور هو أيضا لاعب كرة السلة السابق في نادي جلاء حلب.
يحمل مشحور درجة البكالوريوس في الهندسة الكهربائية والكمبيوتر من جامعة نورث إيسترن في بوسطن بولاية ماساتشوستس في الولايات المتحدة. وقد أمضى السنوات الأولى من حياته المهنية مع شركة بوسطن الهندسية العاملة في مجال التكنولوجيا وإدارة الأعمال، بما في ذلك دور المستشار التقني والنظم في نظم البيانات الإلكترونية (EDS).

## الجوائز
- 2013: جوائز قطاع الأعمال الخليجية، جائزة «الرئيس التنفيذي» للعام 2013
- 2015: جائزة رجل الأعمال لعام 2015